# (121032) Wadesisler
(121032) Wadesisler est un astéroïde de la ceinture principale aréocroiseur.

## Description
(121032) Wadesisler est un astéroïde aréocroiseur. Il présente une orbite caractérisée par un demi-grand axe de 1,83 UA, une excentricité de 0,22 et une inclinaison de 40,0° par rapport à l'écliptique.
Il est nommé d'après un contributeur de la mission OSIRIS-REx dont l'objet est l'étude de l'astéroïde (101955) Bénou.

## Compléments